# Luciferian Towers
Luciferian Towers è il sesto album in studio del gruppo post-rock canadese Godspeed You! Black Emperor, pubblicato nel 2017.
La band ha suonato i brani Bosses Hang (building) e Anthem for no state anche in alcuni concerti del tour del 2015.

## Tracce
1. Undoing a Luciferian Towers – 7:47
2. Bosses Hang, Pt. I – 4:39
3. Bosses Hang, Pt. II – 4:40
4. Bosses Hang, Pt. III – 5:24
5. Fam/Famine – 6:44
6. Anthem for No State, Pt. I – 3:05
7. Anthem for No State, Pt. II – 2:55
8. Anthem for No State, Pt. III – 8:36